# Poaephyllum
Poaephyllum es un género que tiene asignada diez especie de orquídeas, de la tribu Podochileae de la familia (Orchidaceae).

## Taxonomía
El género fue descrito por Henry Nicholas Ridley y publicado en Materials for a Flora of the Malayan Peninsula 1: 108. 1907.

## Especies
- Poaephyllum grandiflorum Quisumb.
- Poaephyllum pauciflorum (Hook.f.) Ridl.
- Poaephyllum podochiloides (Schltr.) Ridl.
- Poaephyllum selebicum J.J.Sm.
- Poaephyllum tenuipes (Schltr.) Rolfe
- Poaephyllum trilobum J.J.Sm.